# Prenaster enodatus
Prenaster enodatus is een zee-egel uit de familie Prenasteridae.
De wetenschappelijke naam van de soort werd in 1968 gepubliceerd door Richard H. Chesher.